# بيت عبد الحميد (نجرة)

تعديل مصدري - تعديل

بيت عبد الحميد هي إحدى قرى عزلة الكابة بمديرية نجرة التابعة لمحافظة حجة، بلغ تعداد سكانها 379 نسمة حسب تعداد اليمن لعام 2004.